# Sistemi Urbani

Logo della società.

Sistemi Urbani S.p.A. (Società Italiana per Sistemi Urbani di Pubblico Interesse S.p.A.) era una azienda italiana che operava nel settore edile e immobiliare, ad esempio riconvertendo aree urbane dismesse dalle industrie. Era del gruppo IRI-Italstat, poi IRI-Iritecna e dal 1997 sotto IRI-Fintecna.

## Storia
Nasce il 22 marzo 1972 come Socis - Società Costruzioni e Impianti Speciali S.p.A. con sede in Roma. In seguito, la ragione sociale venne modificata in Soleasim - Società Leasing Immobiliare S.p.A. 1972, poi Medim Strutture Urbane di Pubblico Interesse S.p.A. nel 1986 infine Sistemi urbani S.p.A. nello stesso anno. Nel 2001 il 50% venne venduto a Brioschi Finanziaria e diventa Riquadro S.p.A..

## Patrimonio
Tra le proprietà di Sistemi Urbani annoveriamo per esempio il quartiere milanese Portello, il palazzo di Torre Velasca sempre a Milano (attraverso la controllata al 100% Isasti) e in località Masseria del Vecchio a Casoria, terreni facenti parte del cosiddetto Ovulo di Casoria (attraverso la controllata Sotea). Nel 1997 queste proprietà confluirono in Nuova Portello S.r.l., che poi Fintecna privatizzerà.

## Fonti
- http://ricerca.repubblica.it/repubblica/archivio/repubblica/1992/12/18/iritecna-si-fara-in-sette-dopo.html
- http://new.camera.it/_dati/leg13/lavori/documentiparlamentari/indiceetesti/xv/158/00000014.pdf Archiviato il 25 ottobre 2005 in Internet Archive.
- http://www.bastogionline.com/docsdepot/pdff%20bastogi%20per%20lucia.pdf Archiviato il 10 maggio 2007 in Internet Archive.